# Allersheim (Giebelstadt)
Allersheim ist ein Gemeindeteil des Marktes Giebelstadt im unterfränkischen Landkreis Würzburg in Bayern.

## Geographie und Verkehrsanbindung
Allersheim liegt etwa vier Kilometer südwestlich des Kernortes Giebelstadt. Östlich verläuft die Bundesstraße 19 und westlich die Landesgrenze zu Baden-Württemberg. Südlich fließt der Seebach vorbei, der über den Wittigbach und den Grünbach in die Tauber mündet.
Die Kreisstraßen WÜ 34, WÜ 35 und WÜ 46 treffen sich in Allersheim. Durch Allersheim führt der Fränkische Marienweg.

## Geschichte
Die Siedlung wurde in den Regesten von Eichstätt aus der Zeit zwischen 1057 und 1075 als Alderesheim ersturkundlich genannt. Es liegt der bajuwarische Personenname Alther zugrunde.
Im Zuge der Gebietsreform in Bayern wurde Allersheim am 1. Januar 1978 nach Giebelstadt eingegliedert.

## Baudenkmäler
In der Liste der Baudenkmäler in Giebelstadt sind für Allersheim 23 Baudenkmäler aufgeführt, darunter die katholische Pfarrkirche Sankt Georg und Sankt Walburga, das katholische Pfarrhaus, das ehemalige Rathaus, die ehemalige Synagoge und der Jüdische Friedhof.